# Emilie Henriksen
Emilie Henriksen (født. 15. marts 1997) er en dansk fodboldspiller, der spiller forsvar midtbane Vaxjö DFF i Damallsvenskan og Danmarks kvindefodboldlandshold
Hun fik debut på det danske A-landshold ved Algarve Cup i 2019, mod Kina.
Hun har tidligere optrådt for Vejle BK, Odense Q og Brøndby IF, hvor hun spillede i to år fra 2017 til 2019..

## Meritter

### Klub
Brøndby IF
Elitedivisionen 
- Guld: 2018-19
- Sølv: 2017-18

Sydbank Kvindepokalen 
- Guld: 2018
- Sølv: 2019